# Slackpkg

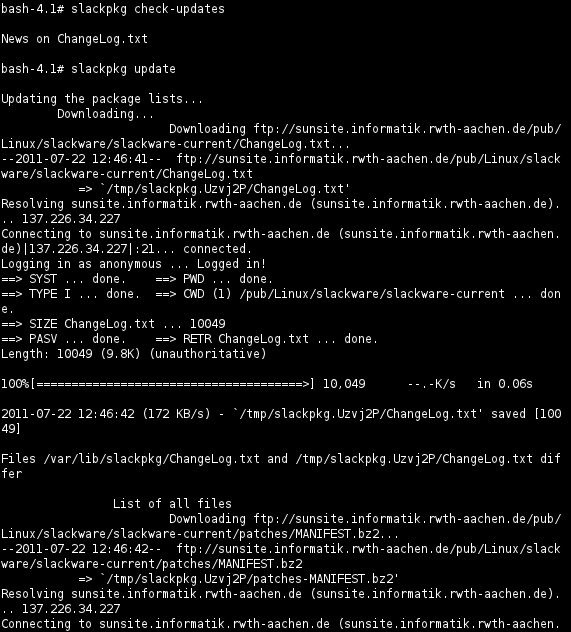

Slackpkg es un programa para la instalación y actualización automática de paquetes a través de una red o Internet, escrito para facilitar el trabajo de un administrador de sistemas de la distribución Linux de Slackware. Desde la versión 9.1 de la distribución, la herramienta es incluida en el directorio /extra del CD de instalación y está presente en los repositorios FTP oficiales. La licencia de slackpkg es la GNU General Public License.
slackpkg es un código de bash para automatizar la gestión de paquetes y permitir la ejecución de acciones rutinarias con un solo comando. Es decir, complementa y no reemplaza las herramientas del sistema Slackware como installpkg o upgradepkg, sino que las usa y proporciona una interfaz al uso de ellos.
Algunas características de slackpkg incluyen instalación automatizada de paquetes, actualización y búsqueda. Muchas de las utilidades que ofrece (como desinstalación de paquetes) pueden ser llevadas a cabo con los programas propios del sistema de manejo de paquetes de Slackware, pero slackpkg proporciona una interfaz de usuario más sencilla.